# ケータイ捜査官7
『ケータイ捜査官7』（ケータイそうさかんセブン）は、テレビ東京系列および岐阜放送で2008年4月2日から2009年3月18日まで放送された特撮テレビドラマ。放送時間は水曜日の19:00 - 19:26。ただし、初回・第23話・最終回は1時間スペシャル。
岐阜放送では独自の特番などの影響で、別枠で代替放送されることもあった。また、奈良テレビでも2008年4月24日より木曜日の19:00 - 19:26に放送。

## 概要
玩具企画開発企業のWiZとアニメーション制作会社Production I.Gが初めて手掛けた特撮作品。特撮作品がゴールデンタイムで放送されるのは『超人機メタルダー』以来21年ぶりであった。テレビ東京のゴールデンタイムでの連続現代劇（ドラマ）としては、2000年の夏から秋にかけて放送された『ハッピー2 愛と感動の物語』以来、7年半ぶりとなった。
ネットワーク犯罪を捜査する組織アンダーアンカーのエージェントと携帯電話から変形する小型ロボットフォンブレイバーの活躍を描く。見習いエージェントとなった少年とそのパートナーであるフォンブレイバーとの交流を中心に、携帯電話がモチーフであることからコミュニケーションを基本テーマとしている。ストーリーは基本的に一話完結形式となっており、シリアスなものからコメディまで多彩な内容となっている。
シリーズ監督の三池崇史は「子供向け番組だが、子供に媚びることなく、『テレ東をなめるな』の気持ちで自分たちも楽しんで作っていきたい」としている。本格的な一般ドラマへの出演経験を持つベテラン俳優が数多く出演しており、内容もハードなものから人情話、コメディ、ホラーまで実にバラエティーに富んだものとなっている。
キャッチコピーは「これが 明日の リアル。」。また、CGによるVFXを多用し「《明日未来》VFXエンタテインメント」とも称している。作中登場の「フォンブレイバー」を模した携帯電話がソフトバンクモバイル（現・ソフトバンク）、キャラクター玩具がバンダイからそれぞれ発売された他、第4話では同社のCMの「お兄ちゃん」役で知られるダンテ・カーヴァーがゲストとして出演している。
前番組『アイシールド21』と同様に、男性アナウンサーor女性アナウンサーが提供読みを担当していたが、後に各キャラクター（フォンブレイバー）が担当するようになった。
本放送の他、テレビ東京では2008年10月から同年12月まで火曜日の25:30 - 26:00に、冒頭に一部レギュラー陣や大久保佳代子（オアシズ）によるミニドラマを加えた『ミッドナイトセレクション』を放送した。また、同時期に同じく日曜日の11:00-11:25にも一部の回を抜粋し、再放送していた。
2008年10月22日東京ドラマアウォード2008のキッズ&ヤング部門賞を受賞。
2009年1月24日-25日にはイベント『Production I.Gシアターフェスティバルatシネマイクスピアリ』で1話がスクリーン上映され、2009年10月18日にはイベント『ケータイ捜査官7 劇場イベントNEXT』が開催された。
2010年2月には『S-1バトル』にエントリーした。
2018年8月25日には放送開始から10周年を記念して阿佐ヶ谷ロフトAで、イベント『ケータイ捜査官7 10周年ファン感謝イベント「キミのココロを受信した！」』が開催された。
2020年1月28日にBlu-ray-BOXが発売された。発売元はバンダイナムコアーツ。

## あらすじ
これはそう遠くない未来（＝明日未来）の物語。
高校生の網島ケイタは、幼いころから転校を繰り返したことから、学校では友達もいなくて浮いている、無気力な少年。何事にも投げやりで、他人との接触を避ける生活をしていた。
ある日、ケイタは工事作業用の機械が暴走する事件に巻き込まれてしまう。そこには滝本壮介という男と、1体の動く携帯電話がいた。ケイタはその携帯電話・フォンブレイバー7の指示に従い、事件の解決に貢献する。傷ついた滝本は死亡、ケイタは滝本が所属していた機関のエージェントとして活動することとなった。

## 登場人物

### アンダーアンカー

#### 特殊捜査班・エージェント
網島 ケイタ（あみしま ケイタ）
主人公。明陽学園に通う高校1年生。8月6日生まれ（続・つぶやきセブン#3より）。16歳。エージェントの1人で、フォンブレイバー7のバディ（第24話〜第44話まではフォンブレイバー01のバディも兼任）。父の健太郎の転勤の影響で転校を繰り返し、友人作りに疲れ、人との接触を面倒がり避けており、周囲に馴染めなかったため「空気くん」と呼ばれていた。
親友の大江達郎と富士山への家出を計画していたが、作業ロボットの暴走に巻き込まれ、フォンブレイバーやアンダーアンカーの存在を知る。
よく「どっちでもいい」「どうでもいい」「なんでもいい」など投げやりな発言をすることが多かったが、アンダーアンカー参加以降は少なくなった。責任感とその "優しさ" を滝本に見抜かれ、フォンブレイバー7を受け継ぎバディとなる。性格は単純かつ純粋でわかりやすく知力・体力共に褒められたものは持ち合わせていないが、「誰かのために何かしたい」と思った時は周囲が予想出来ないほどの力を見せる。
1話から7話まではセブンのことを「ケータイ」と呼んでいたが、8話からは正式に呼ぶようになる。
第2〜11話では研修生として活動、第12話では正式にエージェントになった。現場への移動などには、第2話のみ篭付き自転車、それ以降は携帯電話の固定ホルダー付きのロードバイクを使用する。私用の原付もあったが、第1話で中破。第19話開始前に中古品を購入したようだが、お七にガソリンタンクに角砂糖のような物を入れられ壊され、修理した直後に再び角砂糖を入れられ壊された。
「世界よりもセブンだ」と即答するほどセブンとは硬い絆で結ばれるようになり、さらにはセブンを殺しかけたゼロワンをも、その根底にある寂しさを見抜いて赦した。
ゼロワン事件以降、「人間くさい」行動をするようになったセブンに困惑しながらも、それを当たり前のように接する。
終盤に滝本の墓参りの話題と、「いつかセブンの力が無くともサーバーを制圧できるようになるかもしれない」と発言し、それ以降セブンとの関係が一時的に険悪になってしまった。
「つぶやきセブン」「続つぶやきセブン」ではケイタ役の窪田と思える人物まさたか君という人物が登場し、セブンとゼロワンにメールを送ってきたが、内容はサードの色についてだった。
事件の際はパニック状態になる。
桐原 大貴（きりはら だいき）
エージェントの1人で、フォンブレイバー3のバディ。29歳。挑発的な態度を執り、周囲にだけでなく自分にさえ厳しい。仕事は完璧で、アンダーアンカーのエースとも言うべき人物。「顔も分からないような奴は信用できない」という理由からネット社会を嫌っており、また顔が分からないことをいいことにネットを悪用する人間を憎んでいる。現場への移動などには白のHAMMER H3を使用する。
大学では社会学を専攻、元はアンカーの社員であり、その前は警官だったが、滝本に誘われてアンダーアンカーに入った。セブンのバディとなった未熟なケイタに対しては冷たく接するが、ケイタの行動には時に滝本を思い出させる部分があるらしく、滝本がセブンをケイタに託した理由を徐々に理解しつつあり、最終的には認めた。20代ギリギリの29歳であることをかなり気にしている。本人は絶対に認めないが、島谷ひとみのファンで、握手をしてもらった後はその手に包帯を巻くほど。ライブに行くときは間明の挑発も聞こえないほど。間明をストレス解消の道具としている。
13年前、家族が「アカツキ」と呼ばれるハンドルネームの犯人にネットによる予告殺人の犠牲になったことがあり、13年経った今でもその事件を引き摺っている。犯人を見つけた時には自分の怒りを抑えられずに怒りのままに犯人に暴行をし、「人を殺すためにアンカーに入ったのか」というケイタの説得にも応じなかったが、豹変したサードの一喝により冷静さを取り戻し、その後自らの手で犯人を逮捕に追い込んだ（ゼロワン曰く「かつてのバディと似ている」らしい）。
第42〜最終話で、間明や本宮から「自身の過去をテレビ番組で話す代わりに、アンダーアンカーへの捜査の手を緩める」という条件を提案されており、それに協力していたが、ジーンの騒動で有耶無耶になり、サードの遺言でケイタを助ける。たこ焼きが好きらしく、第3話、37話で食べていた（一時アンカー給湯室でたこ焼きを作ろうとして危うく火事にしかけたこともある「つぶやきセブンCDより」）。そのほかにも花見の弁当は主食、おかず、デザートすべてたこ焼きにしていた。サードのせいで本部令場三郎と間違われ、間明にからかわれた。
滝本、ガンノスケ・ブラックバードを除き、ゼロワンのバディを経験したことがないエージェントである。
大学をいい成績で卒業しているにもかかわらず、高校生の問題が分からない。サード曰く「高校生時代が遠い昔なため、記憶が薄れてきている」から。
滝本 壮介（たきもと そうすけ）
ケイタがアンダーアンカーへ入ることとなった原因を作った1人であり、フォンブレイバー7の元バディ。アンダーアンカーの優秀なエージェントだったが、ケイタを庇い重傷を負い、それがもとで死亡してしまう。年齢は35歳だったが、なぜか「自称29歳」と称していた。
美作 千草（みまさか ちぐさ）
アンダーアンカー特捜部部長。フォンブレイバー2のバディ。滝本の恋人。滝本とは付かず離れずと曖昧な関係だったが、彼が死亡してしまったことにより、彼の存在の大きさを知ることとなった。
常に冷静沈着に振る舞い、上下からの信頼は厚い。基本的に相手を「〜さん」「〜くん」と呼ぶ。灰汁の強いエージェントたちを束ねるつわものだが、根っからの堅物というわけではなく、ユーモアも忘れていない。ケイタの性格が滝本を思い出させるような点があるため、無意識のうちに厳しく接してしまうが、徐々にその優しさを認めるようになる。また、瞳子とは仲が良いがその反面、恋愛中の瞳子には（否応無く）頭が上がらなかったりする。
セカンドを「私の一部」と言い切るほど執着し、そして自身のバディはセカンドだけと決めているため、セカンドを破壊したゼロワンを憎んでいた（そのほかにも滝本を殺したことも恨んでいる）。しかし、犯罪者・多田の再戦の時、セブンは捕まってしまい、サードはELIZA防衛のためフォンブレイバーが使えない状況に陥ってしまうが、ゼロワンの臨時のバディとなりセブンとケイタを救出した。
表向きの肩書きは、会長室直属の第2秘書。
麻野 瞳子（あさの とうこ）
エージェントの1人で、フォンブレイバー4のバディ。24歳。ケイタの世話役でもある。派手な格好を好み、なぜかいつもスカジャン姿。ムードメーカー的存在で、天然の一面を持つ。ポジティブな性格であり、漫画のような運命的な出会いを求めている。容姿も悪くはないが男運が悪く、その上一旦惚れると思い込みが激しく周りが見えずに暴走するため、支倉などから「恋する瞳子に関わった者は不幸になる」・「恋愛中の瞳子には近づくな」などと言われている。追いかけられている瞳子に近づいても、不幸になったり、振り回されたりする。ところが、売れない芸人カズにストーカーに遭い、精神的に追い詰められ、ケイタやセブン、ゼロワンに助けを求めていた（当のゼロワンは拒否）が、最後には付き合うことになった（笑ったら恋人になるという条件のためだが、恋人になった後はカズのメアドとサインが書かれたシャツを着てデートに行くようになる）。笑いのツボがズレている。デビルKの都市伝説でカズを怖がらせよとしたがゼロワンが拒んだためセブンをマジックで黒く塗りたくってしまう。その後セブンが「2度と麻野には関わらない」といったため、これが最後の付き合いだった。
アンダーアンカーに入ったきっかけは不明だが、桐原よりも古くから在籍している。プログラミング技術や格闘術などにも目を見張るものがあり最前線でも活躍できるが、基本的には本部でバックアップを務めることが多い。現場への移動などには黒のメルセデス・ベンツ・Vクラスを主に使用する（個人持ちではなく公用で、美作らも場合により使用）。
酒癖が悪く、クリスマスの網島家に泥酔して乱入し、好き勝手に暴れた挙句眠ってしまったこともある（原因は男にフラれたため）。「オバさん」は禁句。
ガンノスケ・ブラックバード
ノベライズ「滝本壮介の事件簿」にて登場。本編には未登場。
アンダーアンカー海外支部に所属する、唯一の海外エージェント。フォンブレイバー6のバディ。2メートル以上の長身にもかかわらず、常に猫背で見た目（主に服装）はオタクのようで非常に頼りないが、英国陸軍特殊空挺部隊出身の情報戦のエキスパート。欧州方面の捜査を一手に引き受ける。語尾に「〜ダス」とつけるのが口癖。日本好きという妙な一面を持つ。名の元は芦屋雁之助。ロクのことを「ロクさん」と呼ぶ。

#### 研究開発部
水戸 幸平（みと こうへい）
60歳。元は特捜部部長だったが、今は捜査の第一線からは退き、今は研究開発部部長。開発部部員からは「ご隠居」と呼ばれている。羊羹好き。アンダーアンカー創設から係わっている最古参メンバーの1人。フォンブレイバーなどのメンテナンスの他、本部が攻撃を受けた際などには豊富な知識で的確なアドバイスをする。ユリという名の女の子（おそらく幼少期の優璃）が携帯にデンジロウと名前を付けて可愛いがっているのを見て、フォンブレイバーのアイデアに気づく。島谷ひとみの熱狂的なファン。
支倉 真由子（はせくら まゆこ）
研究開発部部員のリーダー格で、水戸の右腕的存在。25歳。メカオタクで身なりにはあまり拘らないが、唯一指先の手入れは欠かさない。最終話では、サードの臨時のバディとなり、フォースの解凍を支援した。
フォンブレイバーの修理の際、飛行能力などを付け加えようとしたが水戸から「ケータイ捜査官じゃ無くなるから」と却下された。
榊 睦月（さかき むつき）
研究開発部部員。森下と（瞳子にのみ内緒で）交際している。ケーキ好きである。
如月 さやか（きさらぎ さやか）
研究開発部部員。可愛さが強調されており、ケーキ好きである。
影山 弥生（かげやま やよい）
研究開発部部員。グラマラスな容姿をしており、ケーキ好きである。
森下 博文（もりした ひろふみ）
研究開発部部員。ロボコンで数多くの受賞歴を持つ。アンダーアンカーに所属する数少ない高校生で、その才能を水戸に見出され在籍することになったが、ただひたすら研究に没頭して人付き合いは苦手なため、他の開発部員からは「キカイ君」と呼ばれている少年。セブンとケイタに興味を持っている。徐々にケイタとも親睦が深くなり、第38話ではケイタに助けられた。昔の（劇中内の）特撮ヒーロー「シルバーマン」のファンで、ブーストフォン・グラインダーの用途もそこからヒントを得た。
研究開発部の榊とはシルバーマンのオフ会をきっかけに交際している（曰く「シルバーレディのコスプレが最高」）。
最終話ではジーンの最適化の犠牲になった者の中に彼に酷似した作業着姿の男性がいた。
いつも作業服姿だが、「デート用」、「プライベート用」などに分かれた作業服がある。

#### オペレーター
特殊捜査部の班の一つ。クレジットでは、キャストのみ記載される。
蓮見 壮一郎（はすみ そういちろう）
オペレーター。
辻風 修平（つじかぜ しゅうへい）
オペレーター。
御手洗 真一（みたらい しんいち）
オペレーター。
天音 佳織（あまね かおり）
オペレーター。
望月 咲桜（もちづき さくら）
オペレーター。ジーンの最適化の犠牲になった。
藤宮 今日子（ふじみや きょうこ）
オペレーター。

#### アンカー上層部
伊達 雄人（だて ゆうと）
アンカーの技術顧問。ロボット工学のエキスパートで水戸と共にフォンブレイバーのハード面を開発した、いわばフォンブレイバーの生みの親。気さくな性格で、現場に対する理解もある。信条として、「機械は人の役に立つことが一番大切」と考えを持ち、機能の追求を最優先することが、ユーザーの利益になると考えている。アンダーアンカーの創成期には、宗田と意見の対立が多く揉めることも多かったが、水戸の「羊羹の甘さが苦手な人でも、苦味のあるコーヒーとなら案外いけるもんだ」という言葉から、再び宗田との協力を惜しまないと考えを新にした。
ゼロワンがケイタの仲間になってからは、宗田に代わり会長に就任した。
実は、ゼロワンの制限回路を外し狂わせた黒幕である「真の敵」の正体である。今のネット社会のあまりの無法地帯ぶりにあきれており、間明と共にネット社会を改めようと計画していた。また、宗田の考えている未来を「理想論」だと言い切ったが、宗田から忠告されてしまう。
最終話では、自身の考えている「理想論」と間明の計画の真意が食い違っていたことに愕然とし、元宮にも見限られた。その後、アンダーアンカーに姿を見せた時に自ら「真の敵」であると認めるが、ゼロワンがセブンに送信したメールも間明の計画に踊らされていた結果だという。当のゼロワンはそのことは知らなかった模様。
宗田 雅芳（そうだ まさよし）
アンカーの会長で、アンダーアンカーの総帥。政財界や警察にも人脈を持っている。AI技術の専門家で、フォンブレイバーのソフト面を生み出した。ユーザーがロボットに愛情を持てるように、愛される個性を持たせることが、一番大切だと考えている。
冷静な一面を持つが、自分の考えている良き未来のために行動する熱いところを持ち合わせているが、伊達からはその未来を「理想論」だと否定された。今最もネット社会の恩恵を受けている世代ということで、ケイタがエージェントになることを承認した。足を悪くしており、常に杖をついて歩いている。カメタイプのペットロボットを大切にしている。
ゼロワンが起こした事件の責任をとり、会長の座を伊達に委ねた。

### 警察
志村 克彦（しむら かつひこ）
捜査7課（ハイテク捜査課）のベテラン刑事。
事件の捜査中にケイタとアンダーアンカーの関係、PBの存在について知るが、不問にした。
コンピューターや都市伝説の類が苦手で、自分が海斗と共に「都市伝説刑事（デカ）」と揶揄され、苛立っている。
実は滝本の先輩。
物語終盤でジーンの所有者の一人になる。
海斗 修吾（かいと しゅうご）
捜査7課の若手。いわゆるトンデモ本や都市伝説などが大好きで、そういった事象の真相を探るべく刑事を志した。ネットワーカーで、可憐のブログのファン。「海の果ての斗（ひきつぼし）」というサイトを開き、都市伝説の情報を集めている。自分が志村と共に「都市伝説刑事（デカ）」と言われても、揶揄されているとも気付かず、喜んでいる。後に「歩くケータイ」と呼ばれていたゼロワン、サード、セブンを目撃し、アンダーアンカーの存在も知った。
志村・海斗刑事のパトカーはホンダ・インスパイア（4代目）だったが途中からトヨタ・クラウン（13代目）へ変更された。

### 網島家
網島 健太郎（あみしま けんたろう）
ケイタの父。42歳。大手商社社員。転勤を繰り返し、その都度自らの「家族は常に一緒にいるべき」というポリシーのため、家族もろとも転居させていたが、とうとう東京本社へ配属となり落ち着いた。趣味は通販で、ネットで怪しげな商品をよく買っている。恐妻家。自らの体格を気にしており、通販で買うほとんどはダイエットマシーンである。性格は温厚で優しく、ケイタを「ケイタ君」と呼ぶことが多く、家族にも敬語である。ゴールデンウィークは「どこも渋滞するから家でゆっくりするほうが良い」とあまり家族と出かけない。選挙に立候補し、離婚の危機に陥ったが、セブンが「ケイタの上司瀬文」を名乗り説得され家族に謝罪し、やっと元の網島家に戻ったが、結局落選。ブログをしているがハッキングされてしまう。可憐からは「変態親父」と呼ばれている。
網島 春美（あみしま はるみ）
ケイタの母。ネットへの興味もなければテレビもあまり見ないため、世情に疎い。小説のカルチャースクールに所属していて、彼女の持っていた小説「號泣先生」と、優璃のケータイ小説の構成が似ていることが、図らずもある事件の解決につながった。
網島 可憐（あみしま かれん）
ケイタの妹。中学1年生。家族に内緒でブログ（Yahoo!ブログ）を開いており、そこでオヤジ（中年男性）キャラと女性カウンセラーを演じている。サイトの名前はそれぞれ、「喝！網親父」と「美奈子におまかせ！カウンセラー美奈子のお悩みラボ」。
理由は不明だが、死語を使うことがある。
寝坊しているケイタを強引に起こすことがある。
ケイタと何度か喧嘩をしたことがあるが、ブログのコメントで自殺予告を仄めかす内容のときはケイタに相談する。

### 明陽高校
御堂 優璃（みどう ゆうり）
ケイタのクラスメイト。また、隣の席で、同じ班。お節介な性格で、クラスに溶け込めないケイタを見て強引に溶け込ませようとする。ケイタには当初、母や姉のような接し方をしていたが、アンカー店で店の奥に通されるケイタを見かけてからミステリアスな面を持つケイタに惹かれつつある。ケータイ小説のサークルに所属しており、自作の小説を書く。
芹沢 智（せりざわ さとし）
ケイタのクラスメイト。ケイタを「空気くん」と称する。優璃とは中学から同じ学校で好意を持っている。都市伝説好き。上記以外にも他のクラスメートを変な名前で呼んでいたり、クラスメートを見下したような態度や発言をするためか友達は優璃以外確認されておらず、ケイタからは口すら利いてもらえない。かなりへタレである上に7話以降登場していない。
五十嵐 陽子（いがらし ようこ）
明陽高校での優璃の親友。
ジャージの健太（ジャージのけんた）
明陽高校の体育教師。口は悪いが人柄はいい。ケイタの発言によると担任教師らしい。あだ名の由来は、いつもジャージを着用しているから。ケイタからは「ジャー健先生」と呼ばれている。実は小心者で、ケイタとぶつかった際に「緊急事態だから」という言葉を大げさに受け入れ、武装して教室に入って来たことがある。

### アンカー関係者
間明 蔵人（まぎら くらんど）
本作品における別の意味での「真の敵」であり実質的なラスボス。フォンブレイバーの危険性を知っている唯一の人物。30歳。かつてはアンダーアンカーのエージェント候補生であり、フォンブレイバー5のバディ候補だったが、5の破損後にエージェントを辞退し、姿を消す。アンダーアンカーでは既に死んだとされていた。元は宗田の知り合いから薦められた、優秀なエージェントだった。
フォンブレイバー、特に並列分散リンクが将来、人類の脅威になると考え、暗躍している。アンダーアンカーを出奔したゼロワンに協力していた。しかし、ゼロワンがケイタのもとに身を寄せてからは、ケイタに手を出そうと企むが、そのことを知ったゼロワンから「お前は圏外だ」と宣告され袂を分かつ。その時すでにファイブらしきフォンブレイバーを所持していた。さらに量産型フォンブレイバー“ジーン”を生産し、フラネット社の社長として世間に出る。フォンブレイバーを進化させるために、バディの存在を殺す「バディ殺し」という計画と、「完全に統一されたネット社会」を築くのに不要かつ邪魔な存在である、アンダーアンカーの存在を失くすことも企てている。
終盤、機能が停止したゼロワンを自らの手でディスプレイと本体を破壊し、ラムダチップを強奪する（本来はセブンのラムダチップを入手するつもりだったが、ゼロワンがセブン同様バディとの絆を得たため、ゼロワンのチップを選んだ）。彼の目的は、ジーンを人間の監視役にさせることだったが、これは伊達を信用させるための嘘で、本当の目的は（自分も含む）人類の滅亡である。そのため、全人類を憎んだり、本物の「真の敵」である伊達や協力していた元宮ですら彼の駒に過ぎなかった。しかし、セブンにジーンを道連れにされ計画失敗に。そのあとどうなったのかは不明のまま。いつも、『ラーメン一本道』というカップラーメンばかりを食べている。
かなり非道な人物で、漫画版ではケイタらから散々な目に遭っている。
上記の通りアンカー辞退後は死亡したと噂されていたが、「ネットゲームばかりしていてクビになった」「盗聴器や監視カメラを作って逮捕」されたなどともいわれていた。
唐崎 晶（からさき あきら）
ケイタとファーストフード店で知り合い、ケイタの携帯に感染しているウイルスを除去してリカバリーした少女。16歳。関西弁で話す。コンピューターソフトメーカー・ネットガーディアンの社長令嬢で、自らもコンピュータ技術に精通している。
潜入捜査にやってきたケイタと再会したことでアンダーアンカーの存在を知り、彼に興味を持つ。学校には「アホらしい」として行っておらず、友人はほとんどいない。男にも興味が無かったが、ケイタと出会ってから惹かれ始め、第25話でケイタと遊園地へ「調査」という名目でデートに行った際に優璃と遭遇し、ケイタから「ただの友達」と言われた時にはショックを受けていた。後にセブンの正体を知り、その際にはパートナーにしたいと言っていた。
ジーンの購入者の一人で、タコヤキと名づけた（由来はソースの色と似ているため）。
元宮 英彦（もとみや ひでひこ）
アンカーと繋がりがある議員の第一秘書。真の敵ではないが、伊達と手を組んでおり、なおかつ計画に加担している。
最終話では、ジーンの騒動で議員である武井に迷惑がかかるという理由で伊達を見限っている。

### その他
関東電龍会（かんとうでんりゅうかい）
ケイタの初任給を奪ったネット極道。若頭と3人の組員で構成されている。高利貸しなどで荒稼ぎしていた。全員うめぇ〜棒が大好物。
第33話では、晶の携帯を拾って無断で使用し、さらにセブンを奪おうとするが、逆に彼らに投げられたセブンに全員ノックアウトされる。
大江 達郎（おおえ たつろう） / タツロー
ケイタが序盤で唯一心を開いていた人物。ケイタが都内に引っ越してくる以前からの親友。
第1話にてケイタは彼と一緒に家出をする計画を立てていたが、ケイタがその途中で滝本/セブンとの一件に巻き込まれたため、家出を中止した理由も知らされないまま結局一人で家出をすることになった。
家出中にネット犯罪に巻き込まれ、さらにケイタがアンダーアンカーという秘密を持っていることで、「変わったな」とケイタと別れ、溝が一時深くなった。が、突然現れたゼロワンから「自分にとってのケイタとは何だ?」と聞かれ、改めてケイタを友達として捉え、自宅に戻った。
ジーンの購入者の一人で、ケイタにそのことを報告していた。
まさたか君
つぶやきセブンでセブンとゼロワンにメールを送ってきた人物。ゼロワンの「ケイタと誕生日が一緒」という発言から、ケイタを演じた窪田のことと推測される。

## 登場キャラクター

### フォンブレイバー
当項では型式番号順に記載する。
フォンブレイバー7 / セブン
かつては滝本のバディで、滝本の死後、ケイタのバディとなる。ロクの兄弟機種である最新鋭機。滝本によって一から性格設定を行われ、物事の要領や言語の微妙な差異を学習した。真面目かつ何かと口煩い。任務中、バディに放り投げられることが多く、その際の決まり文句は「ケータイは投げるものではなーい!」などだった。ケイタにマナーモードにされることもあるが、私用の携帯にメールを入れてまで口出ししている。
滝本がバディだった時は発言が天然だった。ゼロワン事件以来「確信犯」めいた発言が多くなり、ケイタを困らせることもある。進化した次世代AIによって、人間に非常に近い感情を持ち、ケイタとの交流で人間性をさらに増し、サードのデータ回収のタイムリミットが迫っているにもかかわらず、ケイタと優璃が良い雰囲気になっているのを見て、あえてケイタに注意をしなかった。中盤では「オッサンくさい」といった、非常に人間らしい動作も見られる。
時々一般人に見られることがあり、それが元に見た者は幸せになれる、デビルKの呪いを解く「エンジェルK（ケー）」の都市伝説が生まれた。だが、関東電龍会からは、「デビルK」と思われている。
終盤、ケイタの何気ない一言と、間明の擬似記憶によって、自身の存在意義に苦しみ、ケイタにも話せずにいたが、ケイタの「迷うのは成長に必要」という言葉に救われる。ゼロワン・サード・フォースの死後、世界を救うべくジーンとの並列分散リンクを強行し、「破壊される」ことで自分もろともジーンを停止させる手段に出た。高温で体が熱せられる中、ケイタの涙でショートし、ラムダチップごと焼け溶け、「7」のキーを包んだ結晶状の物体を残していった。なぜか平地で転ぶ。
本編後、ネットワークの中でジーンの話し相手になっており、話す中でゼロワンやサードのデータをサルベージして返却してもらいながら、ジーンが再び人間に牙を剥かぬように、ジーンの興味を他のことに移している。
フェイスパターンは目はドットによる円が二つ、口は四角の枠の中に縦型のレベルメータで表現されている。
つぶやきセブンでは彼の量産機が登場し、量産は嫌いになった。
MANZAIセブンではツッコミ役。
フォンブレイバー01 / ゼロワン
アンダーアンカーが開発した最初のフォンブレイバー。プロトタイプであり、セカンドの兄妹機種。元々は滝本が最初にバディになるはずだったが拒まれ、田中良夫がバディになった。しかし、田中は爆死、佐藤 孝（さとう たかし）は射殺、鈴木 武雄（すずき たけお）は自殺、と、立て続けに3人もバディを死なせてしまった。その影響かフェイスパターンがぐちゃぐちゃに変化し、性格もニヒルで捻くれたものに変わってしまった。しかし表には出さないがバディを守れなかったこと（＝バディ殺しであること）をかなり気にしていたようである。40話で皆川を暴行する桐原を見て、「かつてのバディたちと同じ」と発言している。
第2話では滝本を失ったセブンに「同じ道（バディ殺し）を歩み始めた」と自分と組んでアンカーから離脱するよう唆したがケイタに邪魔をされ、セブンを解体しようとするが庇ったケイタの腕に傷を負わせて逃亡する。
詳細時期は不明だが、伊達によって制限回路を外されていた（間明曰く「薬が効き過ぎた」）ため、アンダーアンカーからの離脱や制限の無視が可能だった。
アンダーアンカーを襲撃した後、自分たちフォンブレイバーと人間の関係における答えを求め、自分の欲する「解」に繋がりそうな人間（犯罪を企てる者）に手を貸しつつ、間明と連携し、ネット犯罪へと手を染めていくことになる。
だが、第23話でセブンと自らが起こした停電事件の後、ケイタに寂しがっていることを見抜かれる。ケイタの懇願もあり、廃棄処分を免れ、この場を去った。その後ケイタに黒幕である「（本物の）真の敵」がアンカー内にいることをメールで告げた。
以降、度々ケイタとセブンの前に現われ、セブンに皮肉を言っては争いになり、ケイタの頭を悩ませているものの、人類との共存を選んだため、性格は以前よりもまるくなっており、セブンにアドバイスをしたり、ケイタとセブン、アンダーアンカーに協力するようにもなった。第33話では間明がケイタを狙っているのを知り、「網島ケイタを全力で守る」と宣言し、間明と袂を分った。しかし、本当の「解」が何なのか悩む一方、新たなバディであるケイタのことを心配している。
見た者は不幸になると噂される都市伝説「デビルK（ケー）」の元となった。
セブンとは正反対の考えと意見をするため、そのやり取りは人間が間に加われば天使と悪魔の葛藤にも見える。
いつも「ルルルー」という鼻歌を口ずさんでいる。どうやらフェイスパターンが変化したタイミングで口ずさみ始めたようである。また、第23〜24話間のSpecial episodeでは、アヴェ・マリアの歌を口ずさんでいた。気障な口調で喋るが、小さな身体ゆえ、通風管内を飛ばされる、滑り降りていたボウリング場のピン型看板から落下する、など、今一つ格好がつかないことも。時々、相手のパソコンを勝手に乗り移って現われることもある。気に入らない相手に対しては「お前は圏外だ」・「さらば」などと言い残して去る（時々、相手のパソコンを壊していくことをもある）。脱走時に持ち逃げしたブーストフォンデモリッションとアナライザーを使用し、単独での潜入工作や戦闘までこなす。
終盤、ケイタを守るために全ブーストフォン（ソリッドを除く）と共にジーンとの捨て身の対決に臨む。その戦いを乗り切った後、日々のメンテナンスを怠ったことから死期を悟り、ケイタに会えたこととバディを守りきれたことに満足し、さらには自ら求めていた「解」が「バディを守ること」だと分かった。フェイスパターンが戻った直後、機能停止となるが、皮肉にも「解」を見つけたことは、間明の計画の「器」にふさわしいもの（純粋な「心」を持ったこと）となってしまい、破壊されラムダチップを抜き取られ、最終話ではその自我も消去された（その時のフェイスパターンがなぜか変化後になっていた）。
初期のフェイスパターンは、黄色の台形を六つ合わせて六角形にし、赤い三角形が付いているシンプルなものだが、変化後は、涙を流した（とされる）ところが赤く変色し、その跡が残った状態になっている。アクセス時やブーストフォン装着時は初期のフェイスパターンになる。
MANZAIセブンではボケ役。
ボディカラーの「ディストーションブラック」が「歪んだ黒」という意味なのでショックを受けていたこともある。
モバイルフォームの際、水戸から羊羹みたいだと呼ばれている。
セブンやサードと口論になった際に「野良ケータイ」「家出ケータイ」と言われるが、かなり気にしている。
一人称は離脱前と物語の序盤では「私」だったが話が進むに連れて「俺」になっていった。
フォンブレイバー3 / サード
桐原のフォンブレイバー。フォースの兄妹機。アンダーアンカーに正式登録された稼動中のフォンブレイバーでは最古参。気が弱く、常に敬語を使っており、新入りのケイタにも腰が低い。桐原の言動をやや過剰気味にフォローすることが多い。礼儀正しく真面目で、温厚。基本的に誰に対しても「様」をつけるが、仲間のフォンブレイバーのことは呼び捨てで呼ぶ。執事的な性格。非常に丁寧なところは、機密技術のラムダチップの抽象化によるデータの働きと推測される。
ゼロワンのアンダーアンカー襲撃事件の際、ゼロワン（アナライザーに着身）が作成したウイルスをメディック着身でギリギリ回避できたが、その影響かフォンブレイバーの中で唯一「死」を理解し、ウイルス恐怖症に陥っている。
感情を露にすることは滅多にないが、第40話では桐原の家族を殺した犯人に暴行する彼に対し抑えていた怒りが大爆発し、液晶画面を割るほどに激昂、普段とは打って変わった乱暴な口調でケイタとセブン、桐原を驚かせた。因みにこの乱暴な口調はNEXTでも一度だけセブンに対して使用した。
ジーンが発売した後、桐原が間明と対面したが、この時点で桐原と付き添うのが最後となってしまい、第43話では、ケイタの家に居候することとなったが、後に、千草に回収される。最終話ではソリッドを着身してフォースの機能を解凍。ウイルスを自身に感染させ、並列分散リンクを使ってジーンにウイルスを感染しようとしたが、ジーンが作成したワクチンによって返り討ちに遭い、回路を焼き切られてしまい、桐原の顔を見ることなくフォースと共に機能を停止した。その後、最後の力を振り絞って桐原に電話を掛け、ケイタを助けるよう伝えて、自我が消滅した。ジーン事件の解決後、抜け殻になった状態で桐原が所持することとなった。
漫画版では本部冷場 三郎（ほんぶれいば さぶろう）というハンドルネームで小説サイトを開き、書籍化されてマギラもファンになったが、桐原のポケットに入っているときに発言をしたため桐原が本部令場三郎と間違えられた。
フェイスパターンは、目と鼻がレベルゲージ、口は波形で表現されている。
第8話での並列分散リンク後、ケイタのデータを失ってしまったり、電源を切られて盗難にあったり、宇宙ウイルスに感染したり、桐原に投げられて右手と左足が故障した上にディスプレイを割ってしまったりと、稼動中のフォンブレイバーでは災難に遭ってばかりだった。
フォンブレイバー2 / セカンド
千草のフォンブレイバー。ゼロワンの兄妹機種。沈着冷静なキャリアウーマンタイプの性格。稼動していた当時は「頼れるお姉さんタイプ」だったと推測される。
ゼロワンとは同じ日にロールアウトした仲であり、その存在を感じていた。ゼロワンの襲撃時にサードと共に協力をしていたが（サードは協力を否定）、ゼロワン（デモリッションに着身）に、ラムダチップが内蔵されている液晶画面に穴をあけられ、ディスプレイ部分と本体を真っ二つに切断されてしまい、再起不能になってしまった。第41話ではセブンの夢の中で、セブンの中にある僅かなデータと、間明が作った擬似記憶の混在により滝本と共に再登場した。
フェイスパターンは目がゼロワンのそれと同系統だが、口の表示パターンが口紅を塗ったような唇になっている。
フォンブレイバー4 / フォース
瞳子のフォンブレイバー。サードの兄妹機。明るくマイペースな性格の持ち主で、瞳子にそっくり。ゼロワン（アナライザーに着身）が作成したウイルスに感染し、セカンドに凍結されたため使用不能に。初期化も出来ず、再起動した途端にフォンブレイバーやELIZAにウイルスを感染させ、ラムダチップを破壊してしまうため、修理の目処が立っておらず、永久凍結状態となっている。
最終話で解凍され、サードと共にジーンを感染させるが、ジーンが作成したワクチンに返り討ちにされ、回路を焼き切られてしまい、サードと共に機能停止にされた。ジーン事件の解決後、抜け殻になった状態で瞳子が所持することとなった。
フェイスパターンはサードのそれと同系統だが、鼻の表示は無く、表情はニコニコしている。
フォンブレイバー5 / ファイブ / コピーフォンブレイバー・ジーン
間明の使用が予定されていたフォンブレイバー。量産化試験用を前提とした「一人っ子」で、このフォンブレイバーには兄弟機は無い。八郷ラボでの研究開発の実験中、アンダーアンカー襲撃事件を受け、完成間近にゼロワンによってラムダチップを奪われ、四肢を損壊されてしまい、使用不能になった筈だが、その後はジーンと名を変え、間明が所持していた。
ジーンとしては四肢がついているのにもかかわらず、変形・動作用のプログラムは付加されていないが、第44話ラストで、少数のジーンが徐々にアクティブフォームに変形し始め、最終話では販売されたジーン全てが歩けるようになった。
コピーとはいえ、量産には理想的なコストダウンが図られている。並列分散リンクは、ハード面でプロテクトを掛けられていたが、純粋な「心」を得たラムダチップを解除キーとすることで、プロテクトが外れる仕掛けが間明によって施されている。当初はセブンのラムダチップを使うはずだったが、「解」を得たゼロワンの物が使われた。
セブンやその他のフォンブレイバーのようにちゃんとした人格や自我がないが、徐々に自我を持つようになっている。また、人間の行動などを見て理解することが出来るらしい。伊達によれば、多くのユーザーが持つことによってネットを監視する、人間の監視役の存在になる筈であった。
第44話では試作品のプロトタイプ・ジーン8体が、自爆機能を用いてケイタを殺そうとした。これはかつてのファイブに近い構造であるらしく、間明は「町に出回っている安物（量産されたジーン）とは違う」と言っていた。「魂」を持たない存在であり、他のフォンブレイバーのようにブーストフォンを装着して戦うことが出来ないための代替措置である。
最終話でプロテクトが外れ、並列分散リンクを意図的に行って知的生命体へと進化し、ありとあらゆるネットワークで、人間を監視する。攻撃してきたサードとフォースを返り討ちにし、その意識を取り込む。
フェイスパターンは目がデジタル数字の8のようなものになっていて、口は小さい台形を上下に2つ並べて丸に見せ、唇に見えるように4つ並べた形になっている（ワクチンを使うときには全体的に赤くなり、唇の部分が開いて笑うようなフェイスパターンになる）。ファイブは唇の部分が微妙に動いている。
ジーンの名前の由来は英語の「遺伝子（gene）」と、その語源であるギリシャ語の「誕生（genes）」から。
ちなみに値段は、980円と格安。
フォンブレイバー6 / ロク
ブラックバードのフォンブレイバー。セブンの兄弟機種。本来はシックスとなるはずだが、バディであるブラックバードが日本好きであるため、愛称がロクになった。
ノベライズ「滝本壮介の事件簿」にて初登場。外装はグリーンに唐草模様をあしらったものとなっている。セブンに顔は似ているが、わずかに歌舞伎の隈取のような模様がある。
性格は短気、意地っ張りなど、江戸っ子気質である。ケイタがセブンのバディになった現在は、唯一正式登録されていない稼働中のフォンブレイバーである（ネット犯罪者・多田の発言による）。第41話で、フェイスパターンのみ登場した。かなり乱暴で小説版では、作業を諦め掛けたサードに「余計なプログラムを上書きしてやる」などと発言した。
ジーンがロクのことを話に出さなかったため、まだ、活動中と思われる。セブンが機能を停止したことで、フォンブレイバーの唯一の生き残りの可能性がある。
本人曰く「横文字がいけ好かない」ため、他のフォンブレイバーを「セブン」「サード」とは呼ばず、「七の字」「参の字」などと呼ぶ。
|                               | 01 | 02 | 03 | 04 | 05 | 06 | 07 |
| ----------------------------- | --- | --- | --- | --- | --- | --- | --- |
| 略式番号                      | PB-X01 （ゼロワン） | PB-X02 （セカンド） | PB-X03 （サード） | PB-X04 （フォース） | PB-X05→Gn505 （ファイブ→ジーン） | PB-X06 （ロク） | PB-X07 （セブン） |
| 型式番号                      | PB-CMP-PROT01 | PB-CMP-TEST02 | PB-CMP-TEST03 | PB-CMP-TEST04 | PB-CMP-TEST05→Flanet Gn505 | PB-CMP-TEST06 | PB-CMP-TEST07 |
| サイズ                        | （モバイルフォーム時）H108mm×W50mm×D33mm （アクティブフォーム時）H286mm | （モバイルフォーム時）H108mm×W50mm×D33mm （アクティブフォーム時）H286mm | （モバイルフォーム時）H108mm×W50mm×D33mm （アクティブフォーム時）H286mm | （モバイルフォーム時）H108mm×W50mm×D33mm （アクティブフォーム時）H286mm | （モバイルフォーム時）H108mm×W50mm×D33mm （アクティブフォーム時）H286mm | （モバイルフォーム時）H108mm×W50mm×D33mm （アクティブフォーム時）H286mm | （モバイルフォーム時）H108mm×W50mm×D33mm （アクティブフォーム時）H286mm |
| 本体重量                      | 350g | 350g | 350g | 350g | 350g | 350g | 350g |
| 握力                          | 20kg | 20kg | 20kg | 20kg | 20kg | 20kg | 20kg |
| 持てる物の限界重量            | （片手で持ち上げる場合）150g前後 （両手で持ち上げる場合）自重と同じ350gほど （背負う場合）1000gほど | （片手で持ち上げる場合）150g前後 （両手で持ち上げる場合）自重と同じ350gほど （背負う場合）1000gほど | （片手で持ち上げる場合）150g前後 （両手で持ち上げる場合）自重と同じ350gほど （背負う場合）1000gほど | （片手で持ち上げる場合）150g前後 （両手で持ち上げる場合）自重と同じ350gほど （背負う場合）1000gほど | （片手で持ち上げる場合）150g前後 （両手で持ち上げる場合）自重と同じ350gほど （背負う場合）1000gほど | （片手で持ち上げる場合）150g前後 （両手で持ち上げる場合）自重と同じ350gほど （背負う場合）1000gほど | （片手で持ち上げる場合）150g前後 （両手で持ち上げる場合）自重と同じ350gほど （背負う場合）1000gほど |
| 移動速度                      | （歩行時）時速1km （走行時）時速4km | （歩行時）時速1km （走行時）時速4km | （歩行時）時速1km （走行時）時速4km | （歩行時）時速1km （走行時）時速4km | （歩行時）時速1km （走行時）時速4km | （歩行時）時速1km （走行時）時速4km | （歩行時）時速1km （走行時）時速4km |
| 外装                          | チタン合金+ガラス繊維強化塗膜+UV硬化コート | チタン合金+ガラス繊維強化塗膜+UV硬化コート | チタン合金+ガラス繊維強化塗膜+UV硬化コート | チタン合金+ガラス繊維強化塗膜+UV硬化コート | チタン合金+ガラス繊維強化塗膜+UV硬化コート | チタン合金+ガラス繊維強化塗膜+UV硬化コート | チタン合金+ガラス繊維強化塗膜+UV硬化コート |
| 使用バッテリー                | プラスチック-リチウム・2層型バッテリー | プラスチック-リチウム・2層型バッテリー | プラスチック-リチウム・2層型バッテリー | プラスチック-リチウム・2層型バッテリー | プラスチック-リチウム・2層型バッテリー | プラスチック-リチウム・2層型バッテリー | プラスチック-リチウム・2層型バッテリー |
| バッテリー稼働時間            | （通常の携帯電話の待ち受け状態：会話なし、変形なし）1200時間 （連続通話時間）600分 （ロボ状態の連続稼働時間）180分 （ロボ状態の緊急時の連続稼働時間）10分 （ブーストフォン着身時）30分 （ブーストフォン着身時でさらに緊急時）5分                                          | （通常の携帯電話の待ち受け状態：会話なし、変形なし）1200時間 （連続通話時間）600分 （ロボ状態の連続稼働時間）180分 （ロボ状態の緊急時の連続稼働時間）10分 （ブーストフォン着身時）30分 （ブーストフォン着身時でさらに緊急時）5分 | （通常の携帯電話の待ち受け状態：会話なし、変形なし）1200時間 （連続通話時間）600分 （ロボ状態の連続稼働時間）180分 （ロボ状態の緊急時の連続稼働時間）10分 （ブーストフォン着身時）30分 （ブーストフォン着身時でさらに緊急時）5分 | （通常の携帯電話の待ち受け状態：会話なし、変形なし）1200時間 （連続通話時間）600分 （ロボ状態の連続稼働時間）180分 （ロボ状態の緊急時の連続稼働時間）10分 （ブーストフォン着身時）30分 （ブーストフォン着身時でさらに緊急時）5分 | （通常の携帯電話の待ち受け状態：会話なし、変形なし）1200時間 （連続通話時間）600分 （ロボ状態の連続稼働時間）180分 （ロボ状態の緊急時の連続稼働時間）10分 （ブーストフォン着身時）30分 （ブーストフォン着身時でさらに緊急時）5分 | （通常の携帯電話の待ち受け状態：会話なし、変形なし）1200時間 （連続通話時間）600分 （ロボ状態の連続稼働時間）180分 （ロボ状態の緊急時の連続稼働時間）10分 （ブーストフォン着身時）30分 （ブーストフォン着身時でさらに緊急時）5分 | （通常の携帯電話の待ち受け状態：会話なし、変形なし）1200時間 （連続通話時間）600分 （ロボ状態の連続稼働時間）180分 （ロボ状態の緊急時の連続稼働時間）10分 （ブーストフォン着身時）30分 （ブーストフォン着身時でさらに緊急時）5分 |
| 駆動方式                      | 電磁励起式パルスモーター | 電磁励起式パルスモーター | 電磁励起式パルスモーター | 電磁励起式パルスモーター | 電磁励起式パルスモーター | 電磁励起式パルスモーター | 電磁励起式パルスモーター |
| 充電器                        | PB用特殊充電器 | PB用特殊充電器 | PB用特殊充電器 | PB用特殊充電器 | PB用特殊充電器 | PB用特殊充電器 | PB用特殊充電器 |
| 使用CPUチップ                 | オクタコア・ツインラムダPBX01 | オクタコア・ツインラムダPBX01 | オクタコア・ツインラムダPBX01 | オクタコア・ツインラムダPBX01 | オクタコア・ツインラムダPBX01 | オクタコア・ツインラムダPBX01 | オクタコア・ツインラムダPBX01 |
| 搭載OS                        | 次世代グリッドOS（データフロー型） | 次世代グリッドOS（データフロー型） | 次世代グリッドOS（データフロー型） | 次世代グリッドOS（データフロー型） | 次世代グリッドOS（データフロー型） | 次世代グリッドOS（データフロー型） | 次世代グリッドOS（データフロー型） |
| 基本処理能力                  | 1Tflops | 1Tflops | 1Tflops | 1Tflops | 1Tflops | 1Tflops | 1Tflops |
| Webやハッキングのアクセス経路 | すべてアンカー本部のメインサーバELIZAを通す | すべてアンカー本部のメインサーバELIZAを通す | すべてアンカー本部のメインサーバELIZAを通す | すべてアンカー本部のメインサーバELIZAを通す | すべてアンカー本部のメインサーバELIZAを通す | すべてアンカー本部のメインサーバELIZAを通す | すべてアンカー本部のメインサーバELIZAを通す |
| バディ                        | 滝本 荘介（候補） 田中 良夫（爆死）（初代） 佐藤 孝（射殺）（二代目） 鈴木 武雄（自殺）（三代目） 間明 蔵人（23話まで）（非正式四代目） 網島 ケイタ（24話以降)（正式四代目） 美作 千草（臨時） ジャージの健太（夢） 大江達郎（偶然） 麻野 瞳子（緊急） その他多数の犯罪者 | 美作 千草 | 桐原 大貴（正式） 網島 ケイタ（臨時） 支倉真由子（臨時） | 麻野 瞳子 | 間明 蔵人 ファイブ（ジーン）の購入者たち | ガンノスケ・ブラックバード | 滝本 荘介（殉職）（初代） 網島 ケイタ（二代目） |
| カラー                        | ディストーションブラック （歪んだ黒） | ノーブルゴールド （高貴な金） | ポライトネスブルー （礼儀正しい青） | リライアブルピンク （頼りになるピンク） | インクリースブラウン （増殖する茶、オープニングでは緑） | リファインドグリーン （粋な緑、オープニングでは茶色） | グローイングシルバー （成長する銀） |
| 変形コード                    | 501 | 502 | 503 | 504 | 505 | 506 | 507 |
| AI性別                        | 男 | 女 | 男 | 女 | 男 | 男 | 男 |

### ブーストフォン
当項では登場順に記載する。量産型のため複数存在する物もあるが、デモリッションとアナライザーはゼロワンに悪用されたため廃盤となり、ゼロワンが所持する一体ずつしか存在しない。第44話では、ソリッドを除き、自爆機能を持ったジーンとの戦いで、各一機ずつ爆破された。
ブーストフォン シーカー
カメラ機能に特化した潜入捜査用ブーストフォン。モバイルフォームはストレート型の携帯電話を模しており、アクティブフォームでは二脚歩行でジャンプしながら移動する鳥のようなロボットに変形する。
単独行動の際は約200倍率のズームを備えたサーモカメラや赤外線カメラなどの多くの撮影機能を持っており、着身すると映像解析も可能となる。
最近はソリッドを着身しているセブンによく使われている。第34話ではサードが着身した。実は、ちょっかいを掛けるのが大好きで、セブンに衝突しては怒られる。
第44話では、ジーンを踏み潰して動きを封じ、ジーンとともに爆破した。
ブーストフォン スピーカー
サウンド機能に特化したブーストフォン。モバイルフォームは折り畳み型の携帯電話を模しており、アクティブフォームではゴリラを模した四足歩行のロボットに変形する。
各種独立スピーカーと高性能集音システムで様々な音を出力し、捜査に対応する。着身すると音の解析や中和、超音波や衝撃波「対人ショックウェーブ」を放って攻撃することも可能。
主にサードが着身していたが、最近はソリッドを着身しているセブンによく使われている。実は2台ある。
第44話では1台だけ登場し、ジーンを押し出し、ジーンとともに爆破した。
ブーストフォン デモリッション
現場で発生する災害的な状況の打破を想定して開発されたブーストフォン。モバイルフォームは折り畳み型の携帯電話を模しており、アクティブフォームではサソリ形のロボットに変形する。ゼロワンが出奔の際に持ち出しているため、廃盤扱いに。
単体では四脚歩行で入り組んだ場所にも対応し簡単な分解も可能。着身後は右腕にチェーンソー、左腕に解体用ツールアームが装備され、複雑な電子機器の分解や切断が可能。
ゼロワンが間明と手を組んでいた時（セカンド破壊時、まだ間明とは組んでいなかった）、セカンドを完全抹殺、ケイタの腕を負傷させるなど悪質的な行動をとっていたが、改心後、本来の使用方法に戻った。ブーストフォンの中で唯一ゲームの中でしかデュアルブーストをしていない。
高出力系ブーストフォンのため、長時間の使用はできないが、ゼロワンは使用時間の制限を無視している。第44話では、自爆機能を持ったジーンを撃破するために、ゼロワンが着身し、ジーンを破壊。使用後、解除されジーンとともに爆破した。なお登場したときにはポーズをとっていた。
登場時には、よく、アナライザーの上に乗って登場する。
ブーストフォン グラインダー
緊急時の救助を目的に森下博文が開発した新型ブーストフォン。モバイルフォームはスライド式の携帯電話を模しており、アクティブフォームではブーストフォンで唯一の人型ロボットに変形する。昔（劇中内）の特撮番組『シルバーマン』からヒントを得ている。
単体での移動能力は鈍足だが、携帯電話に通常搭載されているバイブレーション機能を3基の振動モーターで特化することで局所的な物体の超振動破壊ができ、着身後は対象物の分子構造を瞬時に分析、単体時の数十倍の威力を発揮する振動と、同時に発生するMRF波によって流動分解が可能となる。エレベーターのケーブルも切断可能。デモリッション同様に高出力系のため、長時間の使用はフォンブレイバーに多大な負荷がかかる。
胴体部は分解時にも自律でき、合体する際に（子連れ狼の大五郎が言う「ちゃーん」と聞こえる）甲高い声を発する。主にセブンが着身（第36話ではソリッドと共に着身）する。
第44話ではケイタの逃げ道を作るためゼロワンが着身し、シャッターを溶かした。ジーンとともに胴体部ごと投げられ、爆破した。
ブーストフォン メディック
ウイルス汚染対策用に開発されたブーストフォン。モバイルフォームは卵型ケータイを模しており、アクティブフォームでは救急ライトが特徴的なロボットに変形する。
ワクチンを製作したり、プラグなどから直接電子機器に電気信号化したワクチンを送り込むことができる。着身するとより強力なワクチンを作成したり、フォンブレイバーのウイルス耐性を上げる。
主にサードが着身しているが、第21話でゼロワン（アナライザーに着身）が作成したウイルスの影響で着身したサードがウイルス恐怖症になってしまった。さらに32話でも、宇宙ウイルスの影響で着身したサードがおかしくなってしまったこともあり、強力なウイルスには効果がないが、被害を最小限に抑える。第39話ではセブンが着身したが、使用されずに解除された。第41話ではゼロワンがソリッドと共に着身した。
第44話では、ジーンを押し出し、巻き込み爆破した。
ブーストフォン アナライザー
ネットワーク機能の強化を目的として開発されたブーストフォン。モバイルフォームはPDA状態を模しており、アクティブフォームではキャタピラで移動するクワガタムシのようなロボットに変形する。ゼロワンが出奔の際に持ち出しているため、廃盤扱いに。
無限軌道のベルトドライブに小型マニピュレーターを備えている。隙間に潜り込むことも可能で、配線や物理処理を行える。着身後は有線接続およびVHS電波変換、アクセススピードや処理能力などネットワーク関連の機能が大幅に強化され、ウイルス作成や電流攻撃も可能。
ゼロワンが間明と手を組んでいた時、フォースにウイルスを感染させたり、セブンに直接リンクさせ苦しませたりするなど悪質的な行動をとっていたが、改心後、本来の使用方法に戻った。第41話ではソリッドと共に着身した。
43話では、ジーンからの大量のメールを受信しないために、ゼロワンが着身した。第44話では、ジーンを押し出し、ジーンを巻き込み爆破した。
ブーストPC ソリッドドライバー
第29話から登場した新装備。通称「ソリッド」。変形後の名称は「ソリッドスライダーフォーム」。デバイスフォームはノートパソコン式でディスプレイ部を外すと変形し、自律行動はできないがディスプレイ部分はそのままリモコン（ラジコン操作に近い）となり遠隔操作で離れた場所の様子を探ったり、RCIS（遠隔通信遮断システム）によって範囲は狭いが電波をジャミングしたり、簡易基地局として使用できる。またソリッド自体は特別な方法で操作されているため、自身のジャミングの影響を受けない。もう一つの機能としてアクティブフォームに変形後、ブーストフォンを2台同時に着身するデュアルブーストができ、その上でフォンブレイバーとも着身してパワードスーツ的な働きを持たせられる。ただし、デュアルブースト時には高性能の代わりにパーツの多さ故、非常に装着の手間が掛かる欠点もある。
セブンは第29話でシーカー&スピーカー、第30話でスピーカー&スピーカー（その状態をデュアルスピーカーと呼ぶ）、第36話でグラインダー&スピーカーを着身、ゼロワンは第31話でデモリッション着身時にソリッドスライダーフォームに乗って移動、第41話でアナライザー&メディックを着身、サードは第45話でアクティブフォームのまま着身した（そのあと解除されたが大破したのかは不明）。
|                                 | 01                                | 02                     | 03                        | 04                            | 05                         | 06                       | 07                                  |
| ------------------------------- | --------------------------------- | ---------------------- | ------------------------- | ----------------------------- | -------------------------- | ------------------------ | ----------------------------------- |
| 名称 (Boost Phone)              | SEEKER （シーカー）               | SPEAKER （スピーカー） | ANALIZER （アナライザー） | DEMOLITION （デモリッション） | MEDIC （メディック）       | GRINDER （グラインダー） | SOLID DRIVER （ソリッドドライバー） |
| 型番                            | BST-P001                          | BST-P002               | BST-P003                  | BST-P004                      | BST-P005                   | BST-P006                 | BPC-SP03R                           |
| サイズ （モバイルフォーム時）   | H145mm W45mm D20mm                | H95mm W50mm D27mm      | H80mm W120mm D25mm        | H90mm W62mm D37mm             | H90mm W63mm D35mm          | H94mm W53mm D30mm        | H44mm W231mm D165mm                 |
| サイズ （展開時）               | H145mm W45mm D20mm                | H178mm W50mm D15mm     | H120mm W120mm D25mm       | H164mm W62mm D47mm            | H170mm W63mm D50mm         | H135mm W53mm D30mm       | H181mm W231mm D187mm                |
| サイズ （アクティブフォーム時） | H170mm W45mm D70mm                | H100mm W95mm D114mm    | H59mm W95mm D137mm        | H54mm W105mm D140mm           | H105mm W65mm D88mm         | H142mm W101mm D34mm      | H286mm W313mm D187mm                |
| サイズ （スライダーフォーム時） | -                                 | -                      | -                         | -                             | -                          | -                        | H126mm W313mm D385mm                |
| 本体重量                        | 240g                              | 253g                   | 372g                      | 359g                          | 326g                       | 320g                     | 2750g                               |
| 着身コード                      | 737                               | 775                    | 269                       | 367                           | 632                        | 453                      | 765                                 |
| 特殊機能1                       | サーモカメラ                      | 立体音響再生           | ネットワーク機能強化      | チェーンソー                  | ワクチン作成               | ピンポイント破壊         | スライダーフォーム                  |
| 特殊機能2                       | スタンフラッシング                | 高性能集音             | 小型マニピュレーター      | 解体用ツールアーム            | ダイレクトインジェクション | マイクロ波照射           | RCIS（遠隔通信遮断システム)         |
| 特殊機能3                       | 光学24倍、デジタル併用200倍ズーム | 対人用衝撃波           | -                         | -                             | 小型MRI断層撮影            | MRF波振動熱破壊          | デュアルブースト                    |
| 特殊機能4                       | 赤外線カメラ                      | スタン・サウンド       | -                         | -                             | -                          | 分子構成分析             | ?                                   |
| 特殊機能5                       | 広角撮影                          | 声紋加工               | -                         | -                             | ?                          | -                        | ?                                   |
| 特殊機能6                       | 接写1cm                           | -                      | -                         | -                             | ?                          | -                        | ?                                   |
| 開発責任者                      | 水戸幸平                          | 水戸幸平               | 水戸幸平                  | 水戸幸平                      | 水戸幸平                   | 森下博文                 | 水戸幸平                            |

### NEXT登場ツール
『ケータイ捜査官7 -NEXT-』で登場の宇宙探査支援ツール。UNDER-ANCHER（アンダーアンカー）下部組織で、UNDER-ANCHER宇宙組織であるUNSOR（アンサー）の開発部が開発した。NEXT登場の新ブーストフォンやフォンブレイバーもここで紹介する。
現在、この探査計画は第一次計画の段階であり、人工知能エライザのプログラムのもと、大気圏外自立型探査機（フォンブレイバーNEXT）が即時利用できるように、アクセルデバイスを無重力下や過酷な環境下での使用を想定した探査訓練や耐久試験を、犯罪捜査の合間を縫ってフォンブレイバーセブンたちが実施、エライザを通じてデータをステーションにフィードバックし、大気圏外自立型探査機に「通信教育」を施す日々を送っているのである。
だが、ここで紹介するアクセルデバイスは宇宙探査支援ツール、ブーストフォンは地球での犯罪捜査と、担う役割は大きく異なっている。
アクセルデバイス サーチャー
形式型番：AD-S001、サイズ：デバイスフォーム H26×W22×D155（mm）/アクティブフォーム H100×W90×D109（mm）、本体重量：92g。
宇宙作業用の照明ツール。デバイスフォームはフラッシュライトを模しており、アクティブモードでは二足歩行のロボットに変形する。ライトおよび特殊光線による探査機能を持ち、着身することでレーザー光線の解析能力が強化され、弱いレーザーによる精密な修理作業も可能となっている。好奇心旺盛な性格である。
アクセルデバイス ディテクター
型式番号：AD-S002、サイズ：デバイスフォーム H37×W70×D71（mm）/アクティブフォーム H42×W82×D86（mm）、本体重量：112g。
地球外空間における有害物質の探査のために開発されたアクセルデバイス。デバイスフォームは円盤のような形になっている。地球外探査に対応するために、耐熱性、軽量性に優れたチタンハイブリッド素材で外装ができており、着身後にはブレイバーが盾のように使用することがある。地上では4個の車輪で自立行動し、着身時は探知可能範囲を3立方キロメートルまで拡大、正面だけなら9キロメートル先まで探知できる。非常に臆病な性格。
アクセルデバイス クロノ
形式番号：AD-S003、サイズ：デバイスフォーム H40×W72×D30（mm）/アクティブフォーム H47×W72×D69（mm）、本体重量：118g。
宇宙作業でも使用できる時間管理&探査支援ツール。デバイスフォームは置き時計を模しており、アクティブフォームではリニア式ベルトドライブ（キャタピラ）で自立走行できる建機イメージのロボットに変形する。アクセルデバイスおよびフォンブレイバーの活動限界を算出できるタイマー機能を搭載し、長距離通信可能な特殊アンテナを搭載。また、着身時は演算能力アップと大容量バッテリーによる予備電源としても機能し、ベルトドライブにより機動性も向上する。性格は真面目で怒ると怖い。
三体着身メガ・アクセル・ガンマ
3体のアクセルデバイスがフォンブレイバーに同時着身した形態で、フォンブレイバーの機能を飛躍的に向上させる。右腕にサーチャー、左腕にディテクター、頭部および両脚部にクロノが装着される。ただし先に書いたようにアクセルデバイス自体は衛星内部にあるため現状ではエライザの仮想空間でしか着身ができない、いわゆる着身ごっこ。
三体着身ギガ・アクセル・ガンマ
NEXTが勝手に改名したアクセルデバイスの3体同時着身形態。形状の違いからクロノの下部パーツはNEXTの両腿に装着されている。7が手動で着身していたのに対し、NEXTは（仮想空間内ではあるが）自動着身を可能にしている。またブーストフォンとの同時着身も可能。
ブーストフォン ハイシーカー
形式型番：BST-C001（予想）。未登場。ブーストフォンシーカーの上位機であるブーストフォン。シーカーに比べて耐衝撃、耐熱性が上がっている。
こちらも、2種類の着身形態がある。
ブーストフォン オブザーバー
形式型番：BST-C002。ソーラーパネルによる少量の自家発電機能をもち、長期の定点観測と状況捜査を目的とするブーストフォン。変形前はiPhone状のスマートフォンの形を模している。単体では各種カメラで対象を監視するほか、証拠となるサンプルなどを付属のアームで採取し簡易分析も可能。フォンブレイバーへの着信時は、状況捜査の複雑な鑑識を瞬時に行えるようになるほか、大気中のイオンを操り、対象物の電子機器を麻痺させることもできるようになる。着身タイプは2形態あるがNEXTでは左腕に装着。慎重派な性格である。
フォンブレイバージャッジ
NEXTで新登場したフォンブレイバー。本編未登場。
ゼロワンのアンダーアンカー本部襲撃事件、そして失踪をきっかけに開発された、対フォンブレイバー用AI審査用の機体。量産化計画のために作られたファイブの素体の1つと、独自に開発中だったプロファイリングプログラムを組み合わせて作られた。
バディは現在のところ存在せず、また審査の公正性を期すために、明確な人格、性格は与えられていない。フォンブレイバー計画からも逸脱した存在であるためナンバリングはされておらず、そのため「ジャッジ」という名前もあくまで通称。ロクとセブンはこの機体の審査をクリアしてロールアウトされたのである。
フェイスパターンは5つのひし形を並べたようなものになっていて、上部の二つのひし形が目のようになっている。ボディーカラーは水色で、手首と足首に赤いストライプが入っている。
フォンブレイバーNEXT
正式型番：PB-S-NEXT-0#、バディ：未定、分類：大気圏外自立型探査機、カラー：フューチャーホワイト（未来へ繋ぐ白）。変形コード：50#。
単体での宇宙探査計画を実行するために大気圏外自立型探査機として開発された次世代のフォンブレイバー。既存のフォンブレイバー01-07とは全く異なるスライド型のボディを持ち、変形メカニズムも全く異なるものに一新されている。性格はマイペースで、特に先輩への敬意を払っていない。（セブンをセブン先輩、ゼロワンをゼロワン兄貴、サードをサード師匠とよぶなど。）
フェイスパターンは「円弧」をベースとしたデザインとなっており、セブンたちよりも若干「若さ」の表現を意識。バックに薄っすらと円状のメーターのようなものが見える。手前側に円に睫毛がついた「目」が表示され、「口」はUの字に曲がった線が左右に揺れるデザインとなっている。「鼻」の表現は無い。
アクセルデバイスは宇宙探査を行うフォンブレイバーNEXTが主に用いるために開発された。現在地球上で活躍しているフォンブレイバーたちのデータを基に開発された機体であることから、そのスペックは従来機をも上回る可能性を秘めている（かも）。
『続・つぶやきセブン』で第32話の宇宙ウイルス（NEXT命名、ピポペパ星人）とも接触していたことが明かされ、言語解読こそ出来なかったもののコミュニケーションに成功している。
研修期間終了後、スペースステーションと共に火星に向けて旅立った。

## 用語
アンダーアンカー
ネットワーク犯罪（サイバー犯罪）を取り締まるための秘密機関。警察とは異なるが、政界や警察などの各界のトップとパイプがある。事件の情報を警察に意図的にリークする場合もあるが、緊急度、および脅威度の高い事件はアンダーアンカーで処理をする。表向きの活動としてはアンカービルの特別苦情処理部を経営している。最終回で警察の監視下に置かれ、エージェントたちはしばらく事情聴取を受けることとなった。
バディ
フォンブレイバーの相棒（パートナー）である人間を指した言葉。
フォンブレイバー (Phone Braver; PB)
正式名称は「汎用コミュミケーション端末 Phone Braver」。アンダーアンカーが人間やネットワーク社会の安全のため開発した、高機能携帯端末型コミュニケーター。携帯電話としても最高レベルにあるあらゆる機能を持つ。四肢があり、搭載した次世代AIによる人間に近い感情による意思を持ち、人間と会話することができる。変形コードを打ち込むことにより、携帯電話形態のモバイルフォームから、ロボット形態のアクティブフォームへと変形可能。ただし、非常時の場合には自律的に変形できる。モバイルフォームへの変形も自分で可能。
ELIZAを経由してあらゆるネットワークへの介入が可能だが、その間に要する5秒は全くの無防備になるため、バディの援護が欠かせない。バディが「リトラクトフォーム」と唱えるとモバイルフォームに戻る。
緊急時には人間と戦闘を行えるほどの身体能力を発揮するが、バッテリーの消費が激しくなる。
ブーストフォン
フォンブレイバーの任務をサポートするための機能拡張モジュール専用マシン。つまり、フォンブレイバーとの合体が可能な機器のこと。フォンブレイバー同様、携帯電話を模した形態のモバイルフォームと、ロボット型のアクティブフォームを有し、搭載された人工知能で自律行動が可能。ただし、携帯電話としての機能は有していない（本部やフォンブレイバーとの通信は可能）。また、フォンブレイバーのように人間と会話する機能は無い。
フォンブレイバーと合体（着身（ちゃくしん）と表現される）することで、フォンブレイバーの武器や補助パーツとしての役割を担う。着身はブレイバーが手動で行う（セブン曰く「自動着身もできるが、エネルギーの無駄遣いだからやらない」）ため、それぞれのパーツを付ける位置、角度などを正確に記憶していなければならない。通常は地面で一度分解したパーツをブレイバーが位置を確認しながら装着し、終了後「〜（ブーストフォン名）着身、完了（サードのみ「にございます」を文の最後に付ける）!」と宣言する。なお、ゼロワンのみブーストフォンを放り投げた後、自分もジャンプし、空中で分解したブーストフォンに手足を出したりして空中で着身し、着地した後宣言するという独特のスタイルをとる。バディの認証がないと着身できないがゼロワンは制限回路を外されているせいか、自分で着身できる。
アクセルデバイス
UNSOR（アンダーアンカー宇宙組織）が開発した宇宙探査支援ツールとしての目的をもって作られた大気圏外自律型探査を支援するためのメカ。ブーストフォンと同様にAIを持ち、自律行動を行うことができ、さらにフォンブレイバーとの着身も行うことができる。現在は探査訓練や耐久実験などをフォンブレイバーやELIZAとともに行っている。
ELIZA（エライザ）
アンダーアンカー専用のネットワーク監視システム。8つのサーバーに分けられている。フォンブレイバーのWebアクセスやハッキング行為はすべてELIZAを通して行われる。また、ブーストフォンの要請があった場合はELIZAから排出される。中は意外と広い。メモリのバックアップや報告などでフォンブレイバーがいる時もある。また、ブーストフォンの置場でもある。
並列分散リンク（へいれつぶんさんリンク）
複数のフォンブレイバーが、ダイレクトにリンクすること。リンクするとフォンブレイバーの処理能力を爆発的に上昇させることができるが、その際にフォンブレイバーに急激な負荷がかかる。第8話ではセブンとサードが、第23話ではセブンとサードとゼロワンがリンクした。当初は発動させると何が起こるか分からなかったが、後に、幾つもの自我・情報を共有することで成長し、あたかもを一つの個体のような存在・思考になり「人工生命」化する、いわゆる（間明の言う）「フォンブレイバーの巨大化」が起きるため、第一級の禁則事項第三条とされている。リンクするとリンクしたフォンブレイバーのフェイスパターンがランダムに表示され、一時的混乱状態に陥り、液晶画面と回路のようなものが出てくる。
イニシエイト・クラック・シークエンス
フォンブレイバーのみができるシークエンス。モバイルフォームでもアクセスできるが、アクティブフォームのほうが強力らしい（主に腕部のアドホック機能を使う）。通常は両手を対象機器にかざして行うが、ゼロワンはゆったりとした姿勢で片手をかざして行う。
イニシエイト・クラック・セカンド・シークエンス
クラックした対象の情報を詳しく調べる時に使う。作中ではセブンしか使った描写が無い。
イニシエイト・コア・システム・クラクティス
フォンブレイバーが対象の機械の中枢システムを制圧するときに行われるシークエンス。
ラムダチップ
「フォンブレイバーの心」と呼ばれていたことから、ブレイバーのAIと同等のものであると推察される。メモリーの役目もするため、一度壊れるともう二度と同じ心のフォンブレイバーにならない。システム制圧するときもこのラムダチップを使う。自我を消されると修復できない。さらにラムダチップがないと壊れても修理の施しようがない。
圏外
フォンブレイバーたちにとっては人間でいう屈辱にあたる。そのため、ブレイバーが人間に使うときは、最大級の侮蔑という具合になる。
※使用例：「お前は圏外だ」
GREAT SEEKER（グレイトシーカー）
39話に登場した衛星。どんなところにいても見つけられる。
アカツキ事件
40話で明らかになった桐原の家族が何者かに惨殺された事件。
単なる殺人事件だが、事件の前日にネットの掲示板に書き込まれた文字と同じ「ねっとノ神りある二血ヲ流ス」という言葉が血文字で残されていたため、ファンサイトやアカツキを名乗る書き込みが後を絶たず、桐原はアカツキを名乗る人物にメールを送り、犯人かどうかを確かめていた。
上記の言葉以外に「最高ノ時ヲアリガトウ」という血文字が残されており、桐原が会っていた皆川がその言葉を口にしたため桐原は皆川を殺そうとするがサードにバディを解消すると宣言され、皆川は逮捕された。

## キャスト
メインキャラクターは各登場人物を参照。

### レギュラー・準レギュラー
- 網島ケイタ - 窪田正孝
- 滝本壮介 - 津田寛治
- 美作千草 - 伊藤裕子
- 桐原大貴 - 松田悟志
- 麻野瞳子 - 三津谷葉子
- 支倉真由子 - 長澤奈央
- 網島健太郎 - 田口浩正
- 網島春美 - 渡辺典子
- 水戸幸平 - ミッキー・カーチス
- 間明蔵人 - 高野八誠
- 志村克彦 - 勝野洋
- 網島可憐 - 五十嵐令子
- 榊睦月 - 秦みずほ
- 如月さやか - 鎌田奈津美
- 影山弥生 - 辰巳奈都子
- 森下博文 - 森田直幸
- 蓮見壮一郎 - 佐野大輔
- 辻風修平 - 佐藤大介
- 御手洗真一 - 浅利英和
- 天音佳織 - 葉山恵里
- 望月咲桜 - あまのまい
- 藤宮今日子 - 安久理恵子
- 伊達雄人 - 渡辺いっけい
- 宗田雅芳 - 益岡徹
- 海斗修吾 - 勝野洋輔
- 御堂優璃 - 岡本奈月
- 芹沢智 - 未来弥
- 五十嵐陽子 - 秋山奈々
- ジャージの健太 - 千原せいじ（千原兄弟）
- 唐崎晶 - 飛鳥凛
- 元宮英彦 - 黄川田将也
- 若頭 - 諏訪太朗
- 3人の組員 - レイザーラモンHG・出渕誠・くまだまさし
- 大江達郎 / タツロー - 佐野和真

### 声の出演
- フォンブレイバーセブン - 河本邦弘
- フォンブレイバーゼロワン、フォンブレイバーロク - 坪井智浩
- フォンブレイバーサード - 川島得愛
- フォンブレイバーセカンド - 勝生真沙子
- フォンブレイバーフォース - 後藤沙緒里
- フォンブレイバーファイブ / コピーフォンブレイバー・ジーン - はるな愛
- フォンブレイバーNEXT - 関智一
- オープニングナレーション - OKI

### ゲスト
括弧内は登場話数。
- ニュースキャスター / レポーター - 峰えりか
- 柏木伊月 - 劇団ひとり (1)
- 社長 - 國村隼 (1)
- 加賀流次 - 弓削智久 (1)
- 音無雄二 - 手塚とおる (3)
- アンカーショップの店長 - 大久保佳代子（オアシズ） (4)
- 宝石店店員 - 松澤仁晶 (4)
- 強盗犯 - 大賀太郎・松山ケメ子 (4)
- 犬の散歩をしていた男 - ダンテ・カーヴァー (4)
- 安藤良介 - 川岡大次郎 (6)
- 甘木豊二郎 - 石橋蓮司 (7)
- タケナカテツヤ - 遠山俊也 (11)
- ボス - ゴルゴ松本 (13)
- 村岡ケイコ - 柴田杏花 (14)
- ケイコの父 - 佐藤貢三 (14)
- ケイコの母 - 古村比呂 (14)
- 蝶野辰巳 - 長谷川遼 (15)
- 猪野林寛治 - 相場智 (15)
- 鹿志村悟 - 宮澤航人 (15)
- 猪野林の父 - 伊藤正之 (15)
- 笹木恵一 - 田中卓志（アンガールズ） (16)
- 大滝初枝 - 佐々木すみ江 (17)
- 大滝清一 - 織本順吉 (17)
- 20代の初枝 - 渡辺奈緒子 (17)
- 20代の清一 - 辻本祐樹 (17)
- 高垣詩緒里 - 中越典子 (18)
- 中野美里 - 宮下ともみ (18)
- お七 - 安藤麻吹 (19, 20)
- 看板犬（声） - 大林隆介 (19, 20)
- 旅館の仲居 - 阿知波悟美 (19, 20)
- 整備士 - 長江健次 (19, 20)
- 三本爪の男 - 須藤雅宏 (19, 20)
- 蕎麦屋の女将 - 内田尋子 (19)
- 蕎麦屋の店員 - 奥田ワレタ (19)
- スタンドの店員 - 平野常次郎 (19)
- 整備士助手 - 橋本望 (20)
- 美術 - 石橋美和子 (20)
- 垣内純子 - 高橋真唯 (22)
- 矢部和成 - 波岡一喜 (22)
- 謎のマッチョマン - クロちゃん（安田大サーカス） (23)
- 山崎幸太郎 - 玉ちゃん（公式サイトでは「玉袋筋太郎」と表記）（浅草キッド） (24)
- 平川一宏 - 廣川三憲 (24)
- コメンテーター - 油井昌由樹 (24)
- 難波幸富 - 金剛地武志 (25)
- 天原喜一郎 - 小宮孝泰 (25)
- 親切なおじいさん - 長門裕之 (26)
- Lサイズ - 細山貴嶺 (26)
- シド - ほっしゃん。 (27)
- ナンシー - 汐見ゆかり (27)
- 女の子 - 兼崎杏優 (28)
- 女の子の母 - 大塚ちか (28)
- 白カラス - 大沢樹生 (29)
- 島谷ひとみ - 島谷ひとみ（本人役） (30)
- マネージャー - 入江雅人 (30)
- 坂井麻里 - 和川未優 (30)
- 坂井律子 - クノ真季子 (30)
- 地味井貢 - 大地洋輔（ダイノジ） (30)
- 多田敏明 - 本宮泰風 (31)
- アナウンサー - 滝井礼乃（テレビ東京アナウンサー） (32)
- TV局プロデューサー - 石山雄大 (32)
- TV局ディレクター - 松本匠 (32)
- セシル・アダン - デルチャ・ミハエラ・ガブリエラ（日本語吹替 - 安藤麻吹） (34)
- ジャン - ジャイコブ・シンプ (34)
- フィリップ - ジル・ボーフィルズ (34)
- 上海亭の親父（声） - 千葉繁 (35)
- 八房 - 杉崎真宏 (36)
- 竜澤馬琴 - 街田しおん (36)
- 金碗 - 永澤俊矢 (36)
- 八犬士 - なすび、安井順平、今泉稔、丸山祐樹、武政賢祐、池田真琴、あれきさんだーおりょう (36)
- 檀虎夫 - ふかわりょう (38)
- カズ - 日村勇紀（バナナマン） (39)
- 皆川裕也 - 野間口徹 (40)
- 清水美穂 - 谷村美月 (45)

## スタッフ
- 原作 - WiZ、Production I.G
- 企画 - 横井昭裕、石川光久
- シリーズ監督 - 三池崇史
- 監督 - 三池崇史、渡辺武、辻裕之、麻生学、小中和哉、鶴田法男、押井守、金子修介、丹野雅仁、湯山邦彦、西海謙一郎
- 助監督 - 西海謙一郎、丹野雅仁、渡辺武、平野勝利、石田和彦
- 監督助手 - 江利川深夜、芳賀有悟、寺田明人、平野勝利、斎藤優、宮崎駿
- シリーズ構成 - 冨岡淳広
- 脚本 - 冨岡淳広、藤咲淳一、檜垣亮、福嶋幸典、神山修一、山口宏、金子二郎、高木登、押井守、櫻井圭記、佐藤善木
- 監修 - 苫米地英人
- メカニックデザイン - 岸本真太郎
- スタントコーディネーター - 辻井啓伺、森崎えいじ
- 音響効果 - 中村翼
- 音楽 - 池頼広
- 協力 - SoftBank、Yahoo! JAPAN、TOSHIBA、テレビ東京ブロードバンド
- 制作協力 - OLM Digital, Inc.
- プロデューサー - 五箇公貴、森下勝司、坂美佐子、今井朝幸、前田茂司、向井達矢
- 制作 - テレビ東京、Production I.G、OLM
- 製作 - バディ携帯プロジェクトLLP（ソフトバンクモバイル、WiZ、Production I.G、OLM、ASATSU-DK）
- オープニングナレーション（声） - OKI

## 主題歌
オープニングテーマ
『WAKE YOU UP』（第1話 - 第45話）
歌 - 島谷ひとみ、作詞 - 古屋真、作曲・編曲 - 笹本安詞（avex trax）
第14話からは映像が変更された。第30話ではエンディング曲としても使用された。

エンディングテーマ
『Sands of time』（第1話 - 第13話）
歌・作曲・編曲 - BACK-ON、作詞 - TEEDA & KENJI03（cutting edge）
『RAIN』（第14話 - 第35話（第30話を除く））
歌 - OLIVIA、作詞 - OLIVIA・MasumiKawamura、作曲 - OLIVIA・rui、編曲 - rui & kansei（cutting edge）
『Yumemiru..』（第36話 - 第45話）
歌 - 相川七瀬、作詞：相川七瀬・織田哲郎、作曲：Atsuhiro Watanabe・織田哲郎、編曲：Wall 5（avex trax）

挿入歌
『ひみつのうた』（第14話）
歌 - 村岡ケイコ（柴田杏花）、作詞 - たんのまさと、作曲・編曲 - 池頼広
『お七の子守唄』（第20話）
歌 - お七（安藤麻吹）、作詞 - 寺山修司、作曲・編曲 - 川井憲次
『泣きたいなら』（第30話）
歌 - 島谷ひとみ、作詞 - 松井五郎、作曲 - 根本要、編曲 - 中野雄太
『雨の日には 雨の中を 風の日には 風の中を』（第30話）
歌 - 島谷ひとみ、詩 - 相田みつを、作曲 - AKIHITO、監修 - 相田みつを美術館

## サブタイトル
放送日はテレビ東京のもの。本編45話+番外編3話。なお、当初は全51話が予定されていた。
| 放送日                           | 話数            | サブタイトル                | 脚本     | 監督       |
| -------------------------------- | --------------- | --------------------------- | -------- | ---------- |
| 2008年04月02日 (1時間スペシャル) | 01              | ケータイ、歩く!? つながる絆 | 冨岡淳広 | 三池崇史   |
| 4月09日                          | 02              | 黒いケータイ                | 冨岡淳広 | 渡辺武     |
| 4月16日                          | 03              | エージェントの仕事          | 冨岡淳広 | 渡辺武     |
| 4月23日                          | 04              | ソロ・ミッション            | 藤咲淳一 | 辻裕之     |
| 5月07日                          | 05              | 都市伝説デビルK             | 檜垣亮   | 辻裕之     |
| 5月14日                          | 06              | 逃げる恋                    | 福嶋幸典 | 麻生学     |
| 5月21日                          | 07              | ブンゴー、怒る              | 神山修一 | 麻生学     |
| 5月28日                          | 08              | トラップ・ビル              | 山口宏   | 渡辺武     |
| 6月04日                          | 09              | バディシステム              | 冨岡淳広 | 渡辺武     |
| 6月11日                          | 10              | カウンター・アタック!       | 檜垣亮   | 小中和哉   |
| 6月18日                          | 11              | サンキュー電撃作戦          | 藤咲淳一 | 小中和哉   |
| 6月29日 (関東ローカル)           | special episode | ケータイメカ大集合!         | 檜垣亮   | 渡辺武     |
| 7月02日                          | 12              | 地球最後の日 (T_T)          | 神山修一 | 辻裕之     |
| 7月09日                          | 13              | 激震! グラインダー          | 福嶋幸典 | 辻裕之     |
| 7月16日                          | 14              | セブンの子守唄              | 山口宏   | 渡辺武     |
| 7月23日                          | 15              | なかよくなる魔法            | 藤咲淳一 | 渡辺武     |
| 7月30日                          | 16              | セブン対ゼロワン!           | 冨岡淳広 | 小中和哉   |
| 8月06日                          | 17              | 遠い夏の空と                | 金子二郎 | 鶴田法男   |
| 8月20日                          | 18              | URL                         | 高木登   | 鶴田法男   |
| 8月27日                          | 19              | 圏外の女（前編）            | 押井守   | 押井守     |
| 9月03日                          | 20              | 圏外の女（後編）            | 押井守   | 押井守     |
| 9月10日                          | 21              | 黒い過去                    | 藤咲淳一 | 辻裕之     |
| 9月17日                          | 22              | こころのひかり              | 福嶋幸典 | 辻裕之     |
| 9月24日 （1時間スペシャル）      | 23              | ケータイ死す                | 冨岡淳広 | 三池崇史   |
| 10月01日                         | special episode | ケータイ語る                | 櫻井圭記 | 渡辺武     |
| 10月15日                         | 24              | 網島家最大の危機            | 金子二郎 | 金子修介   |
| 10月22日                         | 25              | 天使のふる遊園地            | 檜垣亮   | 小中和哉   |
| 10月29日                         | 26              | ニャンたる忍者!             | 佐藤善木 | 金子修介   |
| 11月05日                         | 27              | 失恋のカクリツ              | 神山修一 | 丹野雅仁   |
| 11月12日                         | 28              | ケータイが生まれた日        | 櫻井圭記 | 丹野雅仁   |
| 11月19日                         | 29              | 発進! ソリッド              | 檜垣亮   | 湯山邦彦   |
| 11月26日                         | 30              | ネットライブ防衛指令        | 山口宏   | 湯山邦彦   |
| 2008年12月03日                   | 31              | ゼロワン、走る              | 櫻井圭記 | 麻生学     |
| 12月10日                         | 32              | 宇宙ウイルス                | 山口宏   | 麻生学     |
| 12月17日                         | 33              | ラブラブ♥大作戦             | 藤咲淳一 | 小中和哉   |
| 12月23日 （関東ローカル）        | special episode | ドキッ♥X'mas捜査官          | 山口宏   | 渡辺武     |
| 12月24日                         | 34              | ねらわれたサード            | 福嶋幸典 | 小中和哉   |
| 2009年01月07日                   | 35              | ケイタのはつゆめ            | 押井守   | 渡辺武     |
| 1月14日                          | 36              | ともだち                    | 神山修一 | 丹野雅仁   |
| 1月21日                          | 37              | ケイタとタツロー            | 冨岡淳広 | 丹野雅仁   |
| 1月28日                          | 38              | 誰かが見ていた              | 金子二郎 | 渡辺武     |
| 2月04日                          | 39              | 逃げられない恋              | 福嶋幸典 | 西海謙一郎 |
| 2月11日                          | 40              | 桐原とサード                | 冨岡淳広 | 西海謙一郎 |
| 2月18日                          | 41              | セブンの見る夢              | 藤咲淳一 | 丹野雅仁   |
| 2月25日                          | 42              | 目覚める遺伝子              | 檜垣亮   | 丹野雅仁   |
| 3月04日                          | 43              | 真の敵                      | 神山修一 | 辻裕之     |
| 3月11日                          | 44              | ゼロワンの解                | 山口宏   | 辻裕之     |
| 3月18日 （1時間スペシャル）      | 45              | 明日未来                    | 冨岡淳広 | 三池崇史   |

## 関連作品

### ケータイ変だ
『ケータイ捜査官7 DS バディシークエンス』早期購入特典DVD。公式サイトでも特別映像として配信された。
「ケータイ変だ」
歌 - セブン、ゼロワン、サード、たいへん合唱団

### つぶやきセブン
「ケータイ死す」以降の放映終了後に公式ホームページで配信、および『ケータイ捜査官7カフェRETURNS』で流された短編。放送終了後の配信のため、本編と連動したエピソードもある。2009年3月20日発売の『ケータイ捜査官7 つぶやきセブンひみつ通信』としてドラマCD化されたほか、2009年8月25日発売のBD&DVD第13巻にカフェ特別版が収録される。
また公式ではないが河本邦弘のブログでもセブンのメッセージ動画がアップされている。
| 話数 | サブタイトル              |
| ---- | ------------------------- |
| 01   | 「早口言葉」              |
| 02   | 「早口言葉/ゼロワン参戦」 |
| 03   | 「歌」                    |
| 04   | 「海」                    |
| 05   | 「セブンの逆襲」          |
| 06   | 「限定条件付検索対決」    |
| 07   | 「謎の電話」              |
| 08   | 「早口言葉大募集」        |
| 09   | 「ゼロワンな日々」        |
| 10   | 「同義検索・同音検索」    |
| 11   | 「ちっさ」                |
| 12   | 「メール」                |
| 13   | 「限定条件付検索2」       |
| 14   | 「クリスマス・イヴ」      |
| 15   | 「新年のごあいさつ」      |
| 16   | 「10回」                  |
| 17   | 「必殺技!」               |
| 18   | 「現在と過去」            |
| 19   | 「もらった!」             |
| 20   | 「恋」                    |
| 21   | 「怒り」                  |
| 22   | 「アンカー広報定番」      |
| 23   | 「量産ケータイ」          |
| 24   | 「るるる〜♪」             |
| 25   | 「いつもの場所で」        |
| 26   | 「いつかどこかで」        |

### ケータイ捜査官7 -NEXT-
放映終了後の2009年5月1日からバンダイチャンネルで配信されたネットムービーシリーズ。全10話。ゼロワンがケイタに協力するようになったころのエピソードであり、新たに設立した「UNSOR（アンサー：UN”der-Ancher ”S”pace ”OR”ganization＝アンダーアンカー宇宙組織）」が所有する実験用宇宙ステーションで、アクセルデバイスのための試験に人工知能エライザを通してセブンたちが通信教育を施していく。ただし短編映像のため本編中では状況説明はほとんどされずセブンとアクセルデバイスとの掛け合いやゼロワンやネクストとのコント風になっている。10話で完結したが『ケロケロエース』特集ページで、火星調査に向かったその後の話が語られている。
| 話数 | サブタイトル                | 登場キャラクター                                                                              | 配信日         |
| ---- | --------------------------- | --------------------------------------------------------------------------------------------- | -------------- |
| 01   | 着身!サーチャー             | セブン、サーチャー、ディテクター                                                              | 2009年05月01日 |
| 02   | 対決!セブンとゼロワン       | セブン、サーチャー、ゼロワン、オブザーバー                                                    | 6月05日        |
| 03   | 三体着身!?翔べ!ディテクター | セブン、サーチャー、ディテクター                                                              | 7月03日        |
| 04   | 三体着身!怒りのクロノ       | セブン、サーチャー、ディテクター、クロノ                                                      | 7月17日        |
| 05   | 激突!?ブーストフォン        | セブン、サード、シーカー、スピーカー、 デモリッション、グラインダー、メディック、アナライザー | 8月07日        |
| 06   | 参上!フォンブレイバーNEXT   | ネクスト、セブン、ゼロワン                                                                    | 8月25日        |
| 07   | 衝撃!セブンとNEXT（前編）   | ネクスト、セブン、サーチャー                                                                  | 9月25日        |
| 08   | 衝撃!セブンとNEXT（後編）   | ネクスト、セブン、サーチャー                                                                  | 10月16日       |
| 09   | ギガ?アクセル・ガンマ!!     | ネクスト、セブン、サーチャー、ディテクター、クロノ                                            | 11月06日       |
| 10   | NEXT STAGE                  | ネクスト、ディテクター、スピーカー、 セブン、サーチャー、シーカー                             | 12月04日       |

### 続・つぶやきセブン
2009年6月19日配信よりバンダイチャンネルで配信されたつぶやきセブンの続編ムービー。「ケータイ捜査官7 -NEXT-」や公式ブログともリンクした内容になっており、ゼロワンが作った（セブンだけが見ることが出来ない）シルバーマンのBlogもネタとして登場している。2009年12月7日のサイトリニューアルより、公式サイトから直接配信動画が見られるようになった。
| 話数 | サブタイトル                           | 登場キャラクター                   | 配信日         |
| ---- | -------------------------------------- | ---------------------------------- | -------------- |
| 01   | 「あいもかわらず」                     | セブン、サード                     | 2009年06月19日 |
| 02   | 「感覚」                               | セブン、ゼロワン                   | 7月10日        |
| 03   | 「8月6日。ちょっと前の話」             | セブン、ゼロワン                   | 8月14日        |
| 04   | 「通信」                               | セブン、ゼロワン                   | 8月28日        |
| 05   | 「青い都市伝説」                       | セブン、ゼロワン、サード           | 9月11日        |
| 06   | 「あの時…」                            | セブン、ゼロワン                   | 9月25日        |
| 07   | 「言わせてみよう」                     | ネクスト、セブン、サード、ゼロワン | 10月09日       |
| 08   | 「シークレットな通信」                 | セブン、ロク                       | 10月23日       |
| 09   | 「あの事件の真相」                     | ネクスト、セブン、ゼロワン         | 11月13日       |
| 10   | 「セブンの悩み」前編 〜ゼロワンの夢?〜 | セブン、ゼロワン                   | 11月27日       |
| 11   | 「セブンの悩み」後編 〜セブンの悟り〜  | セブン、ゼロワン                   | 12月11日       |
| 12   | 「サンタクロース」                     | ネクスト、セブン                   | 12月25日       |
| 13   | 「今年の抱負」                         | ネクスト、セブン、ゼロワン、サード | 2010年01月08日 |
| 14   | 「素敵な勘違い」                       | セブン、サード、ゼロワン           | 1月22日        |
| 15   | 「出発!」                              | ネクスト、セブン、サード、ゼロワン | 2月05日        |

### MANZAIセブン
2010年2月のソフトバンク主催のプロのお笑い芸人がケータイ動画で競う大会『S-1バトル』の「2月のバトル」に動画作品『本当はケータイ捜査官です』をエントリーし、第1ステージで敗戦。2010年4月30日には『MANZAIセブン』と題して公式サイトで無料配信。以降実験用に撮影されたというネタも配信された。
| 話数  | サブタイトル             | ネタ作り                     | 演者             | 撮影編集 | 配信日         |
| ----- | ------------------------ | ---------------------------- | ---------------- | -------- | -------------- |
| 第1回 | 本当はケータイ捜査官です | ゼロワン、サード、少しセブン | ゼロワンとセブン | サード   | 2010年04月30日 |
| 第2回 | 『携帯なのに･･･』        | ゼロワン、サード、少しセブン | ゼロワンとセブン | サード   | 6月01日        |
| 第3回 | 『つぶやくケータイ』     | ゼロワン、サード、少しセブン | ゼロワンとセブン | サード   | 6月25日        |
| 第4回 | 『携帯電話の使い方』     | ゼロワン、サード、少しセブン | ゼロワンとセブン | サード   | 7月30日        |
| 第5回 | 『主役はどっち?』        | ゼロワン、サード、少しセブン | ゼロワンとセブン | サード   | 8月27日        |

### ケータイガールズのひみつトーク 夜の捜査官
2008年10月7日-12月23日にテレビ東京で深夜再放送された『ケータイ捜査官7 ミッドナイトセレクション』冒頭のミニコーナー。コーナーは第11回で終了し、再放送枠最終回はオリジナルエピソード『ドキッ♥X'mas捜査官』を放送。
- 構成 - 藤咲淳一

出演
- 榊睦月

演 - 秦みずほ
- 如月さやか

演 - 鎌田奈津美
- 武田久美子（#5）、マリリン（#6・#7）、清掃員（#8・#9）、マキコ（#10・#11）

演 - 大久保佳代子（オアシス）
- 影山弥生（#10・#11）

演 - 辰巳奈都子
| 話数 | 演出         | 放送日         | 本編       |
| ---- | ------------ | -------------- | ---------- |
| #1   | 辻裕之       | 2008年 10月7日 | 第1話後半  |
| #2   | 辻裕之       | 10月14日       | 第6話      |
| #3   | 辻裕之       | 10月21日       | 第7話      |
| #4   | 辻裕之       | 10月28日       | 第10話     |
| #5   | アソウマナブ | 11月4日        | 第12話     |
| #6   | アソウマナブ | 11月11日       | 第17話     |
| #7   | アソウマナブ | 11月18日       | 第18話     |
| #8   | アソウマナブ | 11月25日       | 第19話     |
| #9   | アソウマナブ | 12月2日        | 第20話     |
| #10  | アソウマナブ | 12月9日        | 第23話前編 |
| #11  | アソウマナブ | 12月16日       | 第23話後編 |

### 新・つぶやきセブン
2020年1月28日発売Blu-ray BOX収録の映像特典。ゲスト脚本は冨岡淳広、藤咲淳一。

### Blu-ray DISC &DVD
セル 発売、販売元バンダイビジュアル、レンタル 発売元マーベラスエンターテインメント、販売元 ポニーキャニオン。
DVD,Blu-rayシリーズ Vol.1〜11 - BANDAI VISUALより発売
2020年1月28日にBlu-ray-BOXが発売された。発売元はバンダイナムコアーツ。

### ゲーム
ケータイ捜査官7 DS バディシークエンス
5pb.より2009年3月26日発売のニンテンドーDSソフト。
オリジナルエピソード「ケータイ捜査官西へ」が登場する。
物語はほぼ同じだが、多少変化が見られる（サイバーテロリストが白カラス以外登場しない。最終話でセブンが溶けずに機能を停止しただけ。多少物語が削られている。開発部が名前だけで並列分散リンクでシステムダウンしたサードとセブンの修復はオペレーターがやっている。デモリッションとアナライザーの「デュアル・ブースト」がある。セブンとケイタの別れが異なる。ゼロワンの破壊がケイタの目の前で行われるなど）。
主人公は網島ケイタではなくプレイヤーの名前が主人公になる。
レベルアップは存在しない
バトルの相手のウイルスや爆弾などは簡単に倒せるが、ゼロワンやリンクしたジーンなどは少しずつ強敵になっていく。
攻撃や必殺技は映し出される数字やアルファベットを入力し、防御などを繰り出すが、表示される時間が短縮され、入力できないまま倒されたりダメージを受けることがある。
ヒットポイントはセブンは変わらず敵は少しずつアップし、敵にダメージを与えても、なかなか減らず、セブンはすぐに減ってしまう。
購入特典で「ケータイ変だ」のDVDとケータイ捜査官7オリジナルトランプがもらえる。両方とも非売品。

### コミック
ぶれいばぁずアンサー活動日記 わいわいセブン
『ケロケロエース』（角川書店）2009年8月号より臨月掲載のDELTA-M作画4コマ漫画。
ケータイ捜査官7 〜rare metal hearts〜そんなアナタが好きだから
Yahoo!コミック上のウェブコミック誌『EDEN』（マッグガーデン）に2009年9月18日から2010年5月28日まで連載された4コマ漫画。作画は太刀川京で、単行本は全1巻。登場人物（特に桐原）が若干ヘタレな性格になっている。単行本限定版には『続・つぶやきセブン』と『MANZAIセブン』収録のDVDが同梱。
ケータイ捜査官7
コロコロイチバン 2008年5月号、6月号連載。作画はダイナミック太郎